# Landais (habitants)
Pour les articles homonymes, voir Landais.
Les Landais sont les habitants du département des Landes, ce sont aussi les habitants des Landes de Gascogne. Historiquement, ces deux groupes d'habitants représentent une partie des Gascons.

## Ethnonymie
Landais est issu de Landes, qui est le nom d'une région géographique de France. Landais désigne une personne qui est originaire de la région landaise ou du département des Landes.

## Anthropogéographie
Pour Victor Gaillard, les véritables Landais, à proprement dit, sont ceux qui habitent les grandes Landes ; c'est-à-dire celles qui avoisinent l'Océan Atlantique, depuis la Pointe de Grave jusqu'à Bayonne.

## Anthropologie et ethnologie
Dans la première moitié du XIXe siècle, les habitants des Landes sont désignés par les habitants des villes sous les noms de Marensins, Couziots, Cocozates, ainsi que Parents à Bordeaux. Ils forment dans le département de la Landes une peuplade à part, par la constitution physique, le caractère et les mœurs. À cette époque, on les divise en trois classes également distinctes : le « colon », le « colon-propriétaire » et le « propriétaire » vivant de ses revenus ou des produits de son industrie. La première classe compose véritablement, avec la seconde, la masse de la population ; c'est de la première dont il sera d'abord question ci-dessous.
D'après Abel Hugo, en 1835, les Landais sont petits et maigres, ils ont le teint hâve et décoloré, les cheveux lisses, la physionomie triste et une grande irritabilité nerveuse. Quoique leur complexion paraisse faible et délicate, ils soutiennent à cette époque des travaux rudes, continus et peuvent braver impunément toutes les intempéries de l'atmosphère. Ils forment pour ainsi dire un peuple voyageur, dont la moitié est alternativement occupée à la culture des terres et des pignadas, tandis que l'autre va vendre ses denrées aux marchés voisins. Les Landais ont dans leurs voyages du XIXe siècle des stations fixes où ils s'arrêtent régulièrement ; ils couchent dehors sur leur charrette ou par terre, à moins que le temps ne soit très mauvais ; ils cherchent alors à gagner quelque habitation. Chaque bouvier porte sa nourriture et celle de ses bœufs. La sienne consiste en du pain de seigle ou de maïs très cuit, qu'il assaisonne avec des sardines, dont le plus grand mérite à ses yeux est une excessive rancidité.
Victimes d'un ancien préjugé, les paysans des dunes ont encore en 1841, à l'étranger, la réputation d'appeler de leurs vœux cupides le naufrage des vaisseaux en vue de la côte des Landes, appelée « côte de fer ». On les accuse toujours à cette époque de se précipiter sur la grève dès qu'ils entendent la tempête et de s'approprier tous les débris qu'elle y jette. Selon Victor Gaillard, c'est depuis trop longtemps une imputation calomnieuse. Nul n'est plus humain et plus compatissant que l'habitant de la côte de fer, dit-il, une foule d'actions généreuses attestent son courage et son désintéressement. Par ailleurs, bœufs et moutons, sont la seule passion du paysan des Landes dans la première moitié du XIXe siècle, il réunit sur eux toute l'affection dont il est susceptible et son indifférence est extrême pour tout ce qui ne les intéresse pas. Si on lui demande des nouvelles de sa femme malade ou de sa fille phthisique, il répondra par des doléances sur l'indisposition d'un veau ou les digestions laborieuses de quelques moutons.
À la même époque, les Landais sont avares dans leur ménage, prodigues au dehors, redoutant la misère en possédant le superflu, très superstitieux et assistent régulièrement aux offices divins. Le Landais est aussi, s'il faut en croire M. Thore, inaccessible aux tendres émotions de l'âme, mais il est docile et respectueux envers les autorités, incapable de vol et de fraude, également éloigné du crime et d'une vengeance réfléchie ; il est bon et se montre toujours disposé à obliger. Enfin, M. d'Haussez a ainsi résumé son opinion sur cette population : « Accoutumés à ne voir que les mêmes objets, à ne connaître que des sensations, toujours uniformes, les paysans des Landes semblent avoir reporté sur leur caractère cette sauvage et invariable monotonie que présente l'aspect de leur pays. Une ignorance complète, une confiance irréfléchie dans leurs usages, une cupidité mesquine, une extrême apathie, sont les principaux obstacles au développement des lumières. À la réflexion, dont ils sont incapables, ils substituent la routine. ».
Le propriétaire foncier du XIXe siècle forme un contraste marquant avec le colon : le premier, favorisé généralement par la richesse ou tout au moins dans l'aisance, est instruit, généreux, obligeant, franc, loyal et fidèle à ses engagements. Il se montre plein d'humanité envers les paysans qui cultivent ses terres, empressé à soulager leurs besoins dès qu'il les connait. On l'accuse d'aimer le jeu et la bonne chère, entraînement que l'isolement et l'oisiveté, dans laquelle il vit généralement, semblent expliquer et même excuser. On le trouve d'ailleurs prévenant et hospitalier envers les étrangers, affable et bon avec ses voisins, gai dans son intérieur et doué, en un mot, de toutes les qualités qui rendent l'homme propre à la société. 
Le colon-propriétaire du XIXe siècle forme le terme moyen entre les deux classes précédentes. Les habitants du département, tant ceux des villes que des campagnes et ceux des landes comme des contrées fertiles, ont généralement de l'esprit et de l'originalité. Ils ont une imagination vive, une éloquence naturelle et beaucoup d'intelligence quand ils ne sont pas sous l'influence des préjugés. Ils réussissent également bien dans les sciences, dans les lettres et dans les arts, sont de hardis et habiles marins, et montrent de l'aptitude pour le métier des armes. Le département est un de ceux qui, en 1835, ont fourni aux armées un grand nombre de généraux distingués par leur bravoure et par leur capacité.

### Bergers

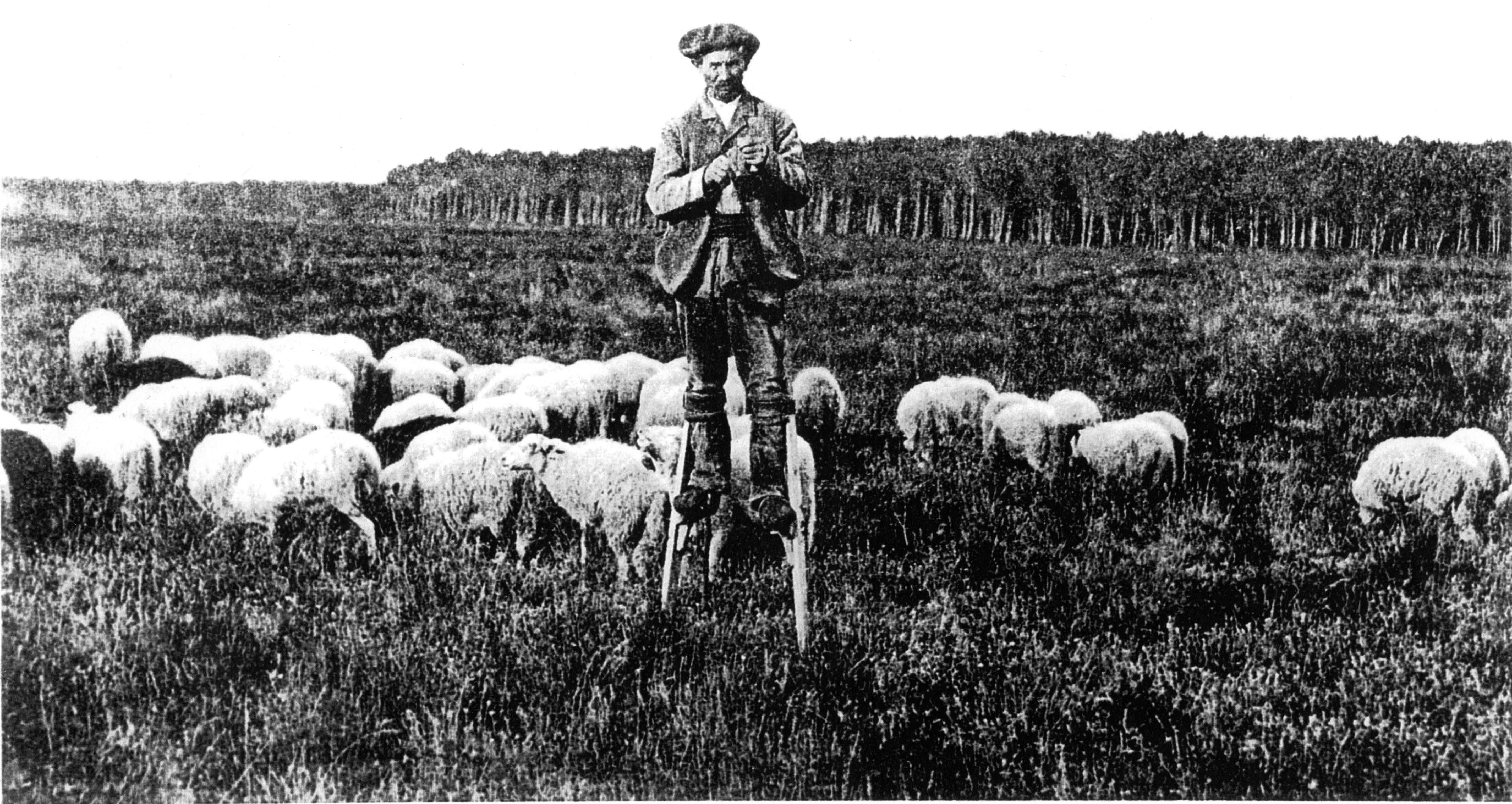
Un berger landais du XXe siècle.

De tous les habitants des Landes, la classe des bergers est la plus nombreuse en 1841. Presque toujours éloigné des habitations, des semaines entières se succèdent, souvent sans qu'il entrevoie figure humaine. Perché sur de longues échasses qui le grandissent de six pieds et avec lesquelles il semble né, il enjambe les bruyères, traverse les marais, lutte de vitesse avec les chevaux sauvages du pays, ou erre à l'aventure en tricotant et filant la laine de ses moutons. De temps à autre, la rencontre d'un second berger vient rompre ses longues heures de solitude et lui amène une distraction.
La vieillesse du berger landais est anticipée à cette époque et c'est remarquable s'il arrive à atteindre la soixantaine. Son existence végétative a néanmoins pour lui des charmes vraiment inexplicables. Qu'il soit forcé de payer le tribut de son sang à la défense du pays, c'est avec désespoir qu'il quitte ses déserts. Dès ce moment, il compte ses mois de service et quelle que soit l'amélioration qu'il éprouve, il dira toujours : « J'étais bien plus heureux quand j'étais malheureux ! ». Au-delà du terme fixé par la loi, rien ne peut le retenir sous les drapeaux, il regagne bien vite ses bruyères solitaires. Là, il retrouve une douce liberté et un bonheur mélancolique qu'il préfère à tout ce qui s'appelle civilisation. Au bout de six mois, c'est comme s'il n'avait jamais fait d'absence, il a tout oublié. Ainsi, la souveraineté des marais et des bruyères des Landes appartient au berger, il y domine du haut de ses échasses, sans rivaux ni ministres et son autocratie ne rencontre pas d'obstacles dans les vastes solitudes de Born et de Maremmes.

### Résiniers

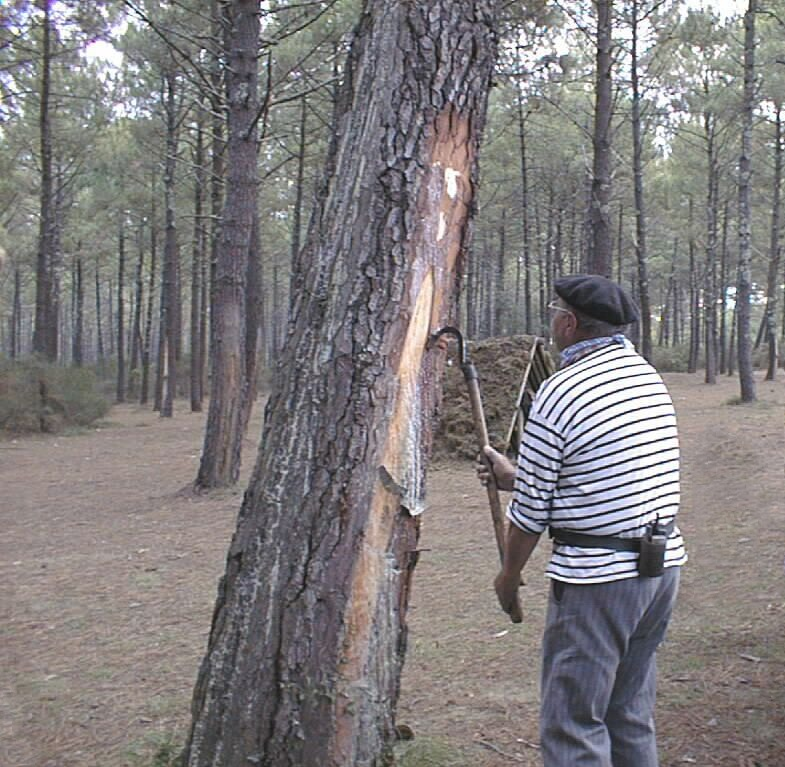
Un résinier landais en 2002.

Le résinier landais du XIXe siècle est un homme qui se lève à l'aube, s'arme d'une hache affilée, charge ses épaules d'une longue perche façonnée en guise d'échelle, d'un sac contenant ses provisions et qui s'achemine aussitôt vers les forêts de pins dans lesquelles il passe la plus grande partie de sa vie.
Habitué fort jeune à ce travail, il est comme le berger séquestré de toute société. Cependant il passe ses journées sans ennui et ne changerait pas sa vie contre une existence plus confortable dit M. Gaillard. Dévorant à la hâte une sardine et un morceau de pain de seigle, le résinier se désaltère à cette époque avec l'eau marécageuse qui croupit dans la forêt et ne rentre dans sa hutte solitaire que pour y prendre quelques heures de repos. Neuf mois de l'année, du 1er mars au 1er décembre, s'écoulent ainsi pour lui ; les trois autres, il les passe dans l'habitation de sa famille ou du colon.

### Femmes

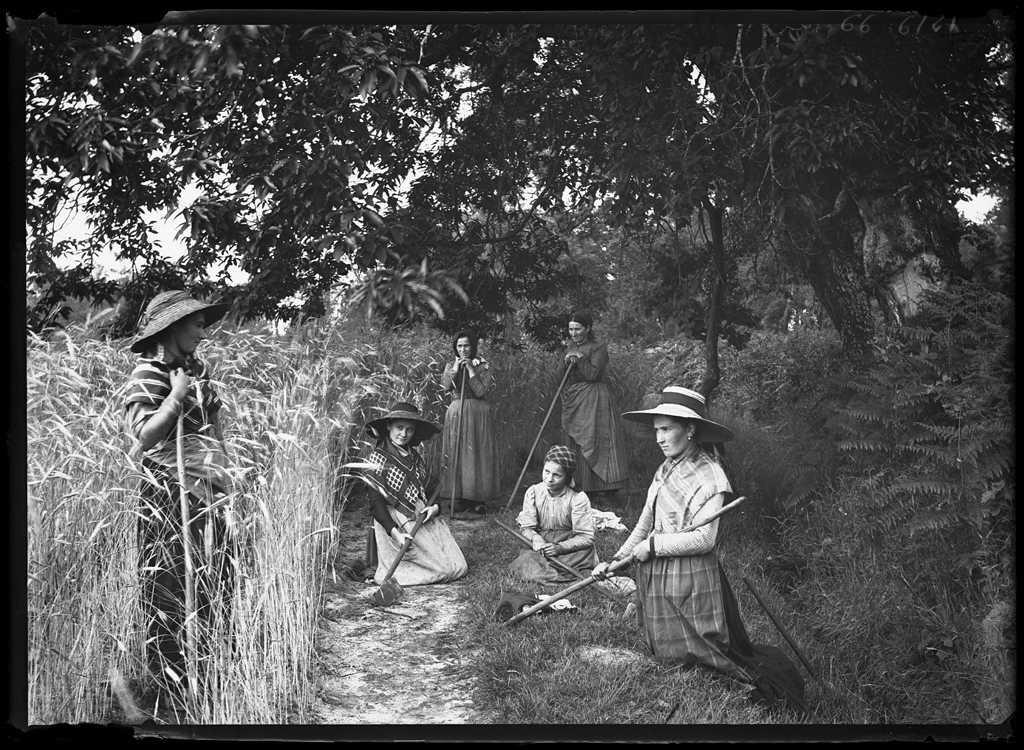
Femmes à Lüe en 1895.

Vers le milieu du XIXe siècle, tandis que les hommes gardent les troupeaux, ramassent la résine et font des charrois, les femmes des Landes s'occupent des travaux domestiques, de la culture des terres et de la confection du charbon. Dans cette part des labeurs qui leur sont dévolus, figurent encore la nourriture des abeilles et l'éducation des vers à soie, pour lesquelles ces créatures déploient une activité qui les vieillit prématurément.
Toutes, à peu d'exceptions près, naissent jolies et restent ainsi jusqu'à vingt ans d'après M. Gaillard ; passé ce terme réellement fatal, elles se « dessèchent à vue d'œil » : leurs traits délicats, la douceur et la beauté de leurs yeux disparaissent irrévocablement. Toutefois, il y a une exception formelle pour les femmes des bourgs et des villes des Landes, particulièrement pour celles de Dax, que les bons appréciateurs du genre regardent comme la quintessence du beau sexe landais. Chez les Dacquoises, la faculté de plaire est puissamment favorisée par un naturel doux et prévenant, de la gaieté et du trait dans la conversation. Leurs coquetteries s'adressent assez ordinairement aux étrangers et elles réservent, pour le soupirant indigène, le sobriquet de « galant à la noix » si celui-ci ne leur plais pas.

## Langage
L'ancien langage gascon est encore employé dans les Landes en 1835, il se prête aux façons de parler énergiques.
En 2015, le gascon est enseigné dans l'Enseignement public via le système de la parité horaire dans cinq communes du département des Landes : Dax, Montfort, Morcenx, Saint-Martin-de-Seignanx et Vieux-Boucau.

## Régime alimentaire
Dans la première moitié du XIXe siècle, la nourriture est frugale et peu substantielle dans les Landes. Au pain et aux sardines dont se nourrissent les bouviers, les Landais sédentaires ajoutent des soupes aux légumes assaisonnés avec du lard rance, du poivre et du piment ; des bouillies de farine, de maïs ou de millet, qu'ils mangent froides avec de la graisse fondue. Ils aiguillonent leur appétit avec de l'ail ou du jambon frit. Leur boisson est de l'eau pure ou acidulée avec du vinaigre ; cette eau, qui provient des eaux pluviales réunies dans des mares, est souvent malsaine. 
À cette époque, ils petit-déjeunent à six heures du matin, déjeunent à midi et dinent après le coucher du soleil.

## Habitat

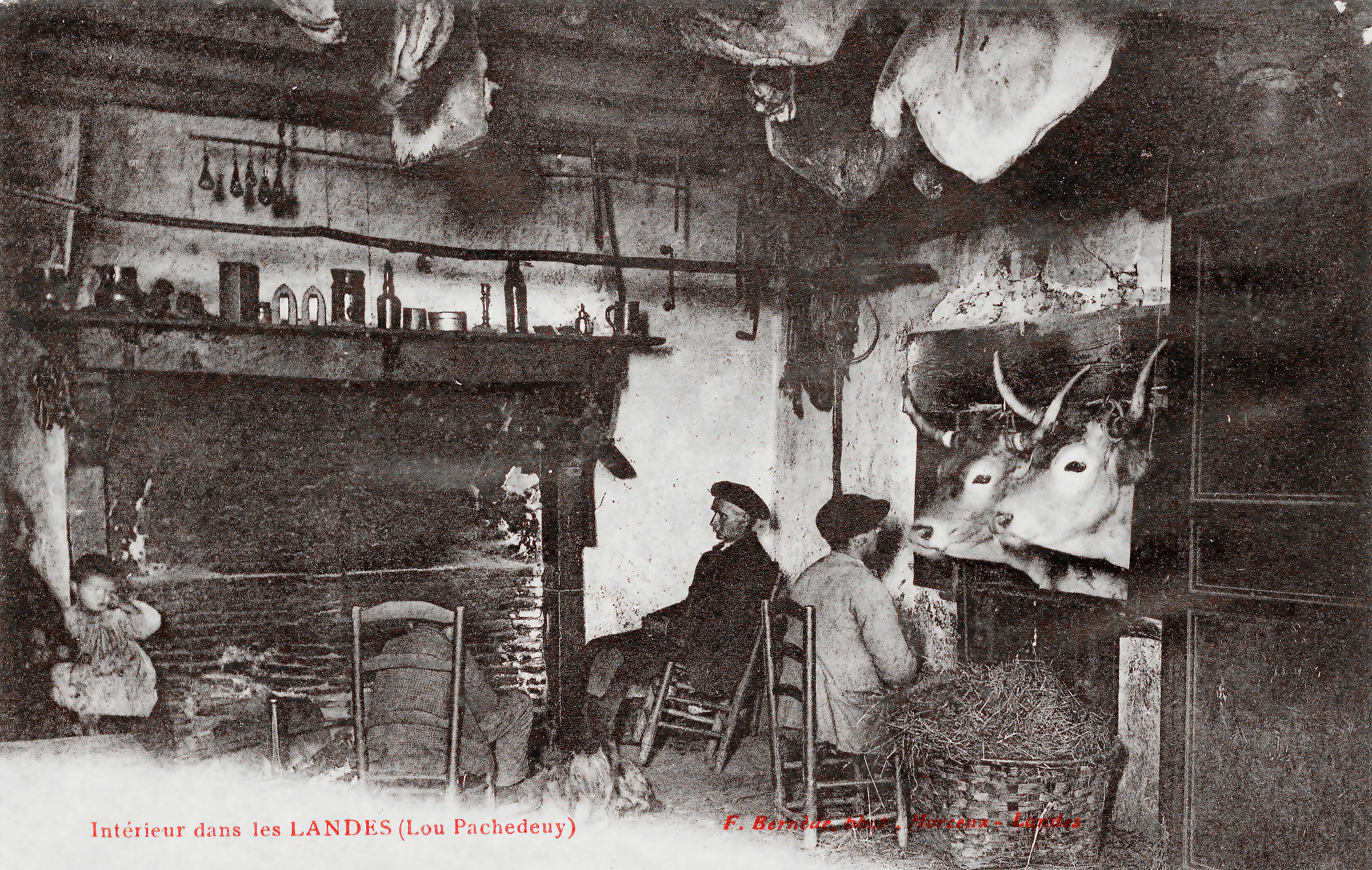
Intérieur landais au début du XXe siècle.

Au XIXe siècle, la vie des Landais qui ne voyagent pas n'est pas moins rude que celle des voyageurs. Leurs cabanes basses et sommairement construites, où brûle en toute saison un feu que les besoins du ménage ne permettent jamais d'éteindre, sont d'une chaleur étouffante en été et  très froides en hiver, sachant qu'elles sont construites en torchis mal joint. La simplicité des meubles répond à celle de la maison : une table, un banc et quelques coffres les composent en grande partie à cette époque. La pièce principale est une immense cuisine dont le foyer est garni tous les soirs d'une chaudière dans laquelle la doyenne de la famille agite l'escoton qui fait la jubilation des Landais. 
De la cuisine on passe dans des bouges obscurs et privés d'air : ce sont les « gynécées landais », avec cette particularité que, vieux et jeunes, hommes et femmes, s'y blottissent pêle-mêle durant la nuit. Les habitants couchent les uns par terre, sur des peaux de mouton ; les autres sur des grabats, entre deux lits de plume, qui leur occasionnent une chaleur incommode et souvent funeste. Dans quelques cantons, dès que les jeunes gens ont dix ans, ils ne sont plus reçus dans les maisons ; on les envoie chercher un gite dans les tas de paille et de foin où ils dorment sans se déshabiller, enveloppés dans leur manteau.

## Costumes

Exemples
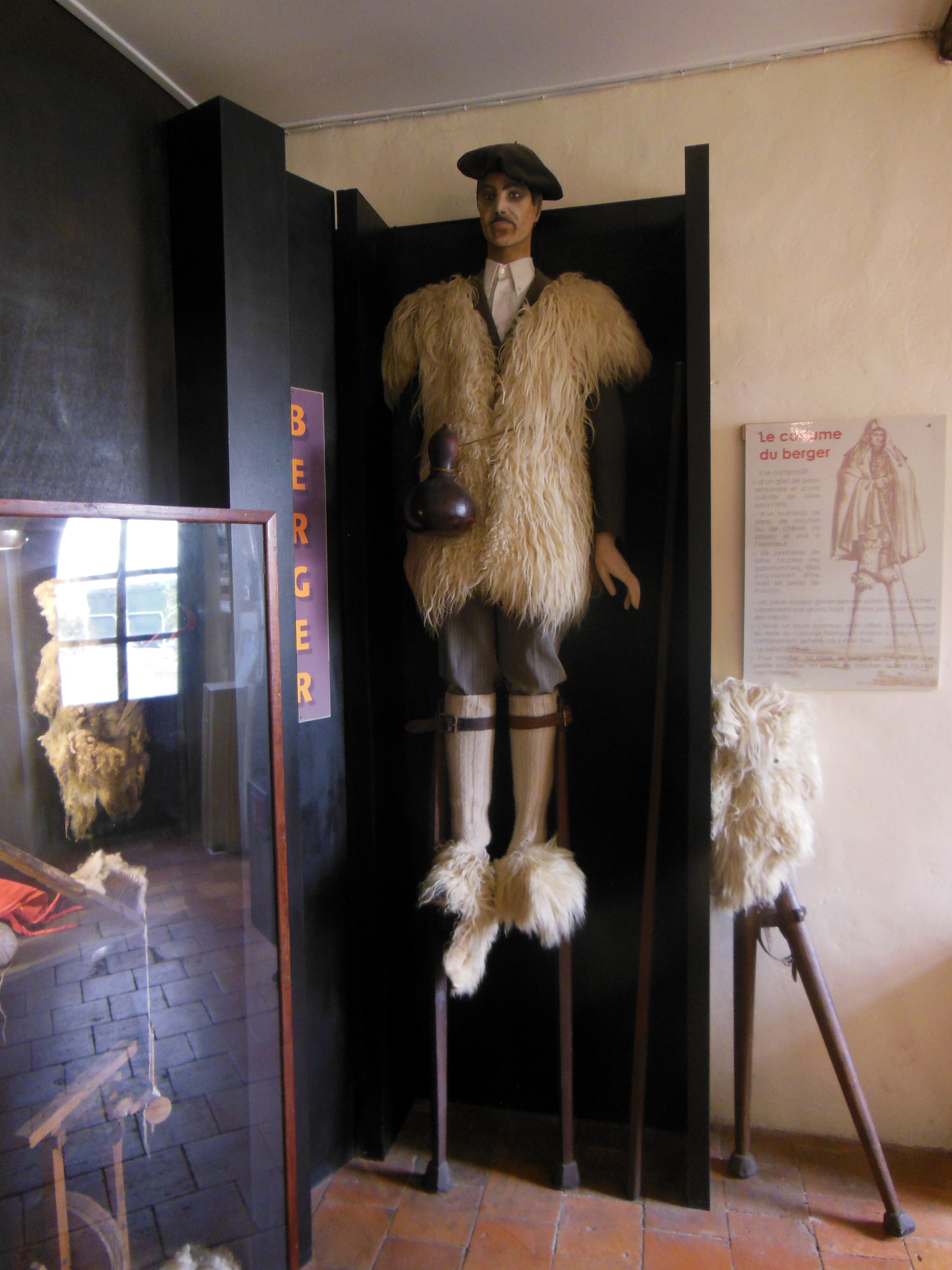
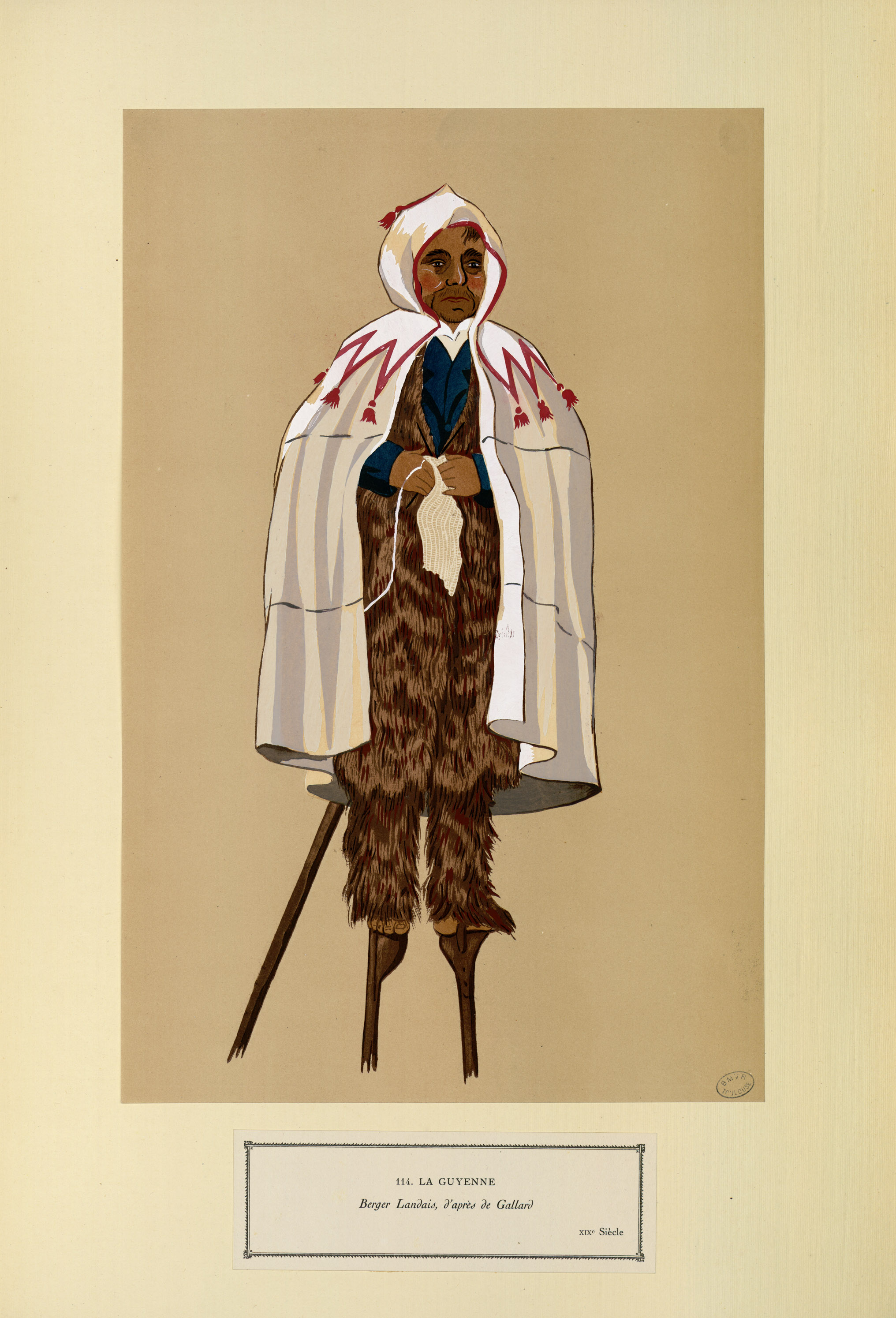
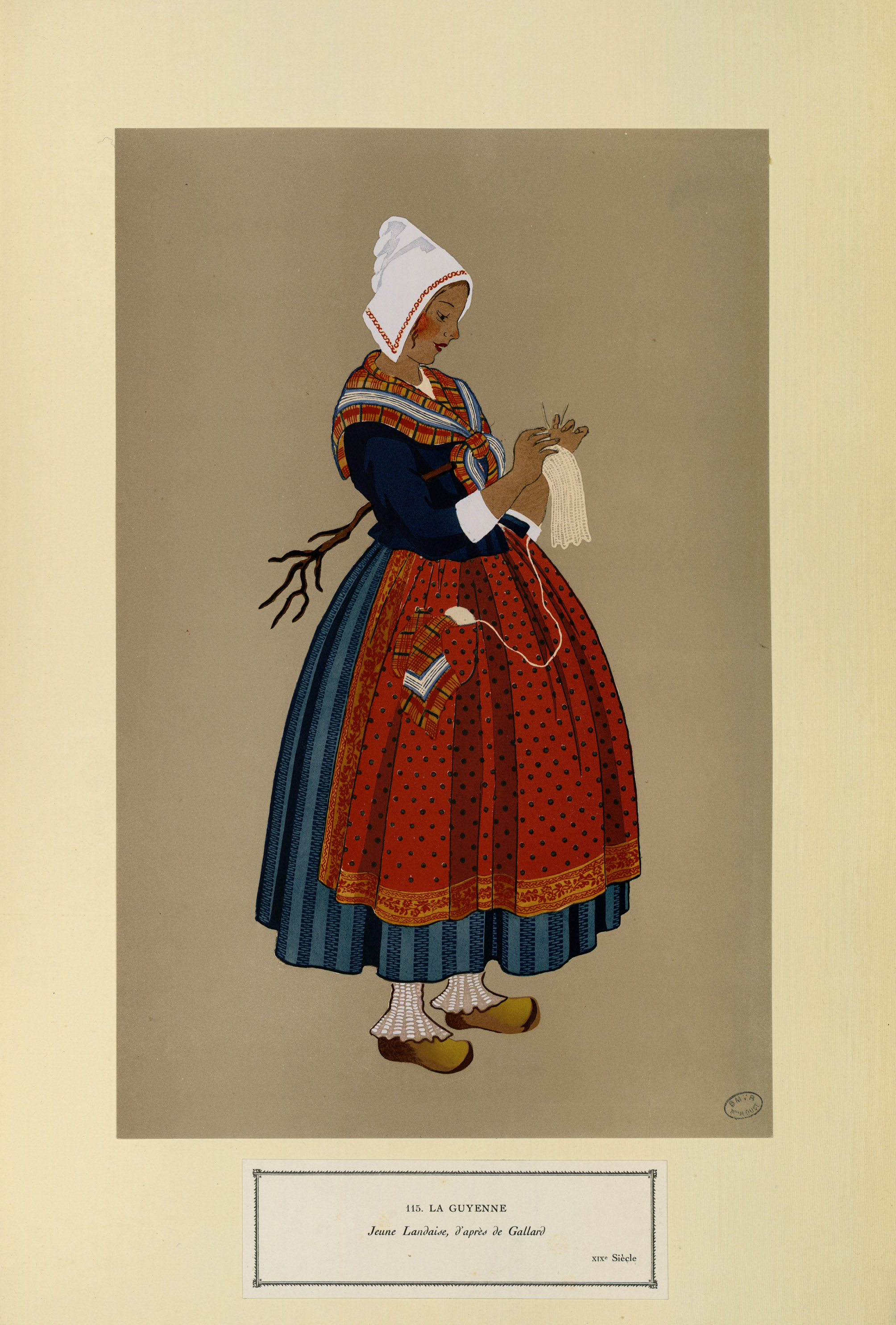
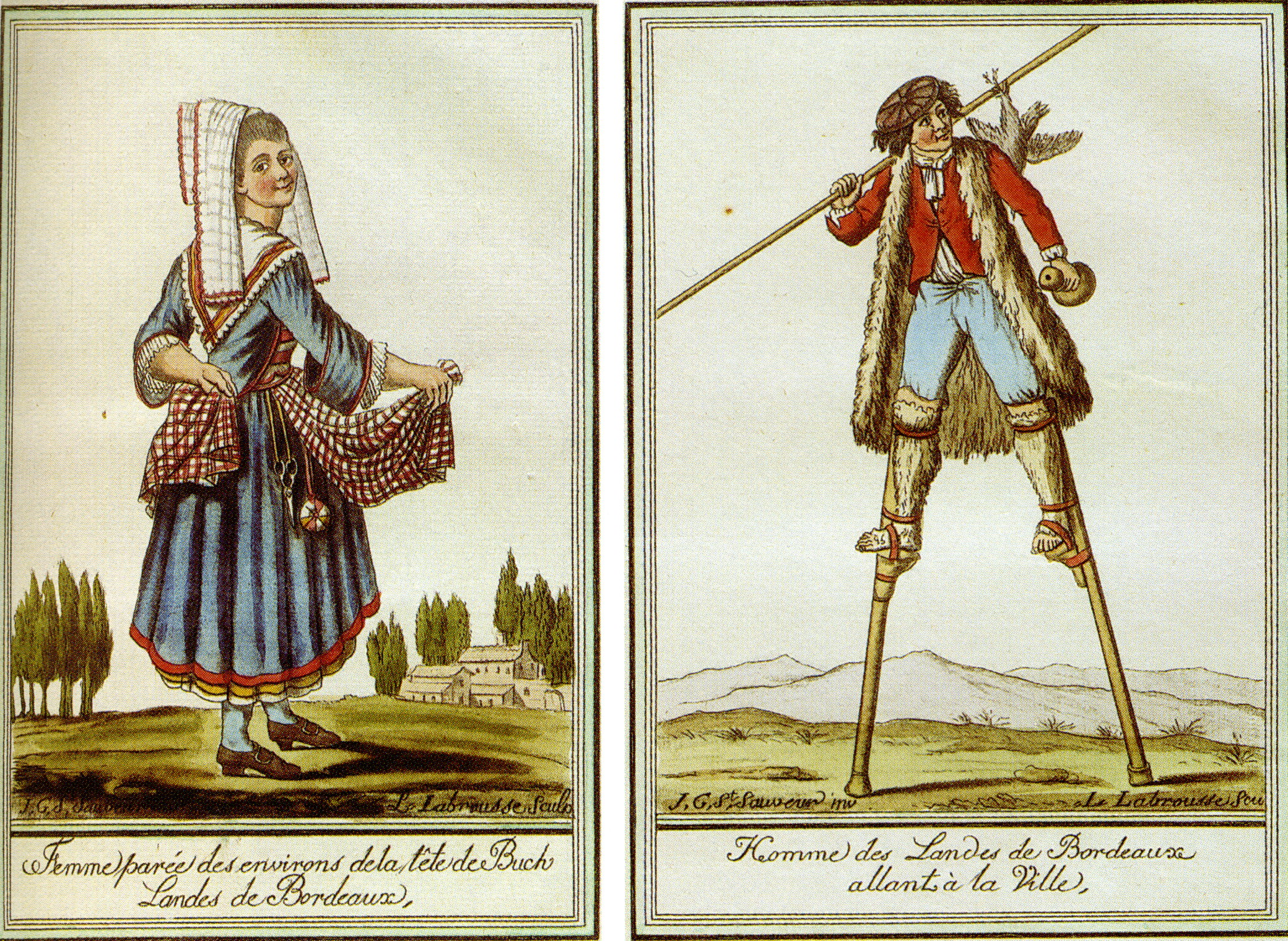

En 1835, le principal vêtement des Landais est, sur un gilet à manches, une espèce de justaucorps en peau de mouton dont on place la laine intérieurement pendant l'hiver ; leurs jambes sont couvertes de grandes guêtres également en peau. Dans la partie méridionale des Landes, la coiffure du paysan est le béret basque ; les hommes marchent nu-pieds ou avec des sabots, sans bas et sans aucune autre espèce de chaussure. L'été, au lieu du vêtement de peau, ils portent une casaque courte en toile grossière. Les bergers qui vivent dans les landes sont constamment recouverts de leurs justaucorps et de leurs guêtres de peau. Ils ont en outre un manteau blanc d'étoffe grossière de laine auquel est adapté un capuchon, qui pour eux remplace le béret et les protègent de la pluie et du soleil. Ce capuchon est garni de bandes terminées en pointes bordées de rubans rouges, et terminé par une houppette en crins teints en rouge. 
Le besoin de traverser des landes rases et souvent inondées leur a fait adopter l'usage d'échasses communément nommées xcanques, qui les élèvent de toute leur hauteur au dessus du sol et leur permettent de parcourir des distances triples de celles qu'ils parcourraient sans leur secours. Ils ont aussi la facilité de promener la vue sur la lande à de grandes distances et de veiller plus sûrement sur leur troupeau. Ces échasses, attachées aux côtés extérieurs des cuisses, qu'elles emboîtent en partie, sont du côté intérieur garnies d'une planchette ou étrier, sur lequel ils posent le pied. Les bergers ont en outre un grand bâton sur lequel ils s'appuient quand ils veulent s'arrêter et portent un fusil en bandoulière afin de se défendre contre les loups. Les femmes landaises sont vêtues d'étoffes grossières en 1835 et leur corset laisse voir leur gorge. Elles ont pour coiffure, les jours de travail, une espèce de capuce formée de plusieurs mouchoirs et sur laquelle les jours de fête elles posent un chapeau à larges bords, garni d'un ruban noir et souvent orné d'une tige fleurie d'immortelle de mer (Athanasia maritima).
En 1841, le costume du résinier landais se compose d'un béret ou d'un chapeau de paille, d'une veste de gros drap et d'un pantalon de toile grise, serré par une ceinture rouge. S'il pleut, il s'affuble  d'un manteau noir à manches ouvertes, dont la forme toute particulière ne se rencontre que dans le Maransin et n'a pas varié depuis le Moyen Âge.

## Usages et coutumes
Mariages
Dans quelques cantons, quand un Landais recherche une jeune fille en mariage au XIXe siècle, il se rend au milieu de la nuit accompagné de deux amis qui portent chacun une cruche de vin, à la maison où elle habite avec ses parents ; il frappe, et demande une entrevue qui n'est jamais refusée. Toute la famille se lève et prend place autour de la table ; on sert à souper, on mange et on vide les deux cruches, en racontant des histoires d'hommes marins, de sorciers et de revenants, sans dire un mot de l'objet de la visite. À la pointe du jour (le repas doit se prolonger jusqu'à ce moment), la jeune fille se lève et va chercher le dessert ; c'est le moment décisif. Si au nombre des fruits qu'elle apporte se trouvent des noix, le galant est congédié sans retour. Un « galant à la noix » est une expression locale qui sert à designer celui dont les poursuites amoureuses ont été rejetées. Peu d'heures après, la mésaventure est publique et le titre malencontreux de « galant à la noix » est acquis au poursuivant dédaigné jusqu'à ce qu'on lui présente un dessert plus heureusement composé.
En 1841, les mariages s'arrangent cavalièrement et d'une façon presque primitive dans les contrées des Landes qui font partie du département de la Gironde. Aux jours de fête et après la messe, les paroissiens s'établissent d'un côté devant l'église et les paroissiennes s'accroupissent de l'autre, en formant un cercle. Au milieu il y a un pâtre huché sur une pierre ad hoc, ayant derrière lui les jeunes gens des deux sexes, disposés par groupes. Au bout de deux ou trois minutes d'attente et de recueillement, le pâtre lève les deux bras et entonne à tue-tête un air favori. Ce chant devient le signal d'une danse, dans laquelle chaque homme saute lourdement devant sa danseuse fort attentive à imiter tous ses mouvements. Bientôt des velléités matrimoniales se déclarent chez les jeunes Landais ; l'un d'eux saisit la main de sa belle et la presse à différentes reprises. Si à ces provocations peu équivoques, la fille répond par une étreinte non moins significative, alors le galant l'entraîne brusquement hors du cercle. Tous deux, qui jusque là avaient scrupuleusement tenu les yeux baissés, se regardent, échangent quelques mots suivis de quatre à cinq taloches et vont trouver leurs parents pour leur déclarer qu'ils s'« agréent ». On convient des faits sur le champ et l'on appelle le curé pour fixer le jour du mariage auquel assisteront tous les paroissiens.
Funérailles
Il est d'usage dans les Landes au XIXe siècle, que tous les parents, hommes et femmes, assistent aux funérailles. La femme la plus âgée y prononce à haute voix des prières funèbres, après avoir exorcisé les démons pour les écarter de la tombe.
Si une mère décède, durant toute l'année qui suit son décès, les instruments culinaires seront voilés et la vaisselle placée dans un ordre opposé à celui qu'elle avait établi. Ainsi, le besoin du moindre ustensile rappelle le respect dû à sa mémoire et le deuil se renouvelle à chaque instant dans les cœurs de ceux qui lui furent chers. 
Qu'un habitant des Landes vienne à décéder, tout le hameau assiste à son convoi et des femmes couvertes d'habits lugubres vont s'asseoir sur sa tombe pour y réciter des prières. On voit souvent en 1841 des groupes nombreux de Landaises ainsi vêtues et agenouillées dans les églises du Maransin, le long crêpe funèbre qui cache entièrement leurs traits, la bougie qui brûle à côté d'elles et plus que tout cela leur attitude mélancolique comme leur profond recueillement, frappent l'imagination et impriment à cette réunion quelque chose de grand et de solennel.
Siège du fort à Dax
On célébrait autrefois à Dax, dans les occasions où la joie publique avait lieu de se manifester, une fête militaire imitée des anciens, et dont les formes étaient singulières. On élevait au milieu de l'Adour un fort en charpente, où se plaçaient deux hommes cuirassés, le casque en tête, et la rondache au bras ; huit guerriers armés de toutes pièces et montés sur un même bateau, venaient les attaquer. Les deux champions se défendaient en jetant des pots de terre sur les assaillants qui tâchaient de se protéger en se couvrant avec leurs boucliers et qui tiraient eux-mêmes sur les défenseurs du fort avec des mousquets chargés de grenades de terre cuite. Cette joute durait une heure et demie ; elle se renouvelait trois fois, en présence de nombreux spectateurs et de la garde bourgeoise sous les armes, montée sur des bateaux qui couvraient toute la rivière.
Courses de taureaux

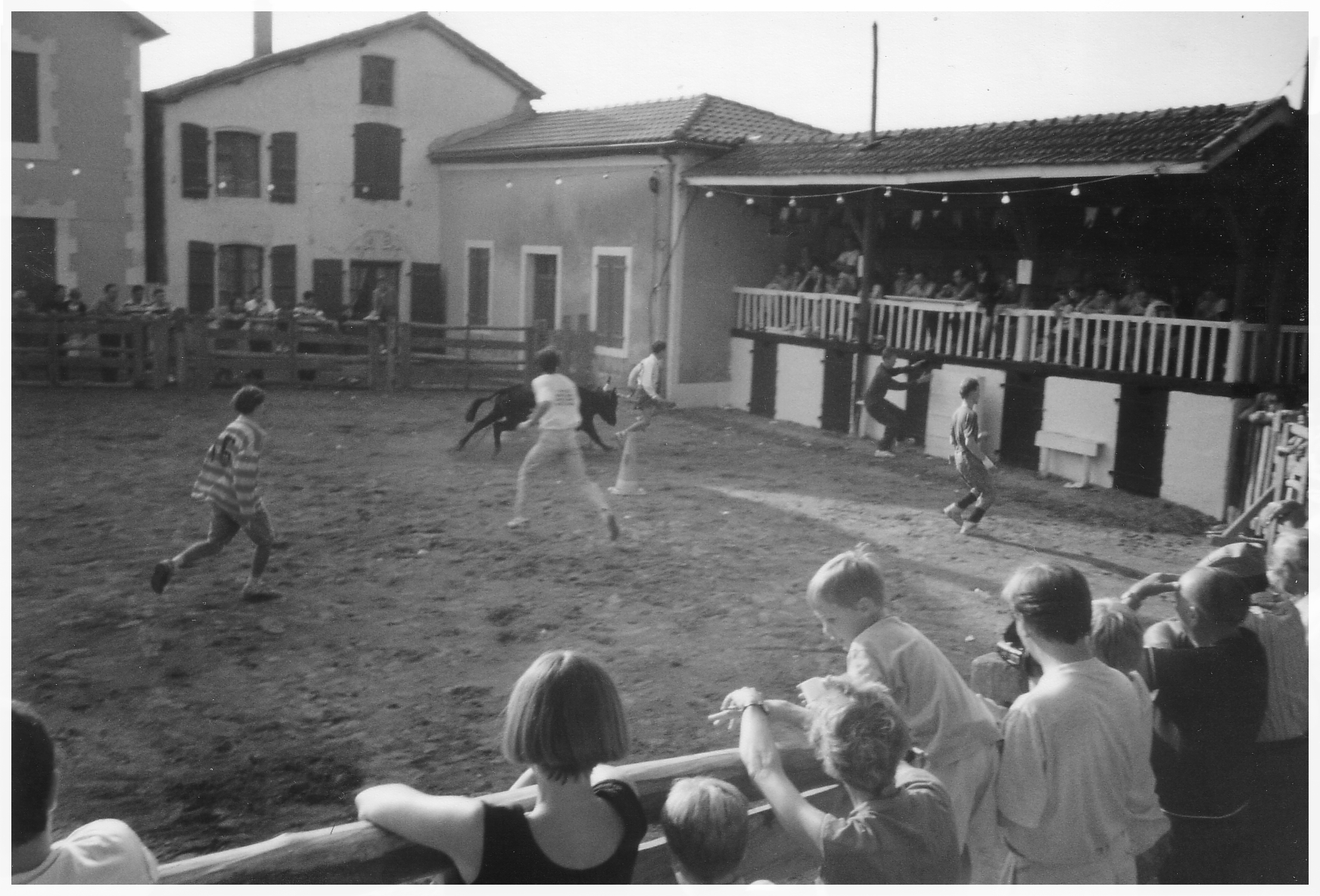
Course landaise à Baigts en 1993.

En 1841, les Landais qui habitent les deux rives de l'Adour se permettent, en dépit des prohibitions les plus expresses, le divertissement des courses de taureaux. Par exemple, la plus humble commune du pays de Chalosse célèbre ainsi sa fête patronale avec enthousiasme.

## Croyances et superstitions
Façonnés dès le berceau à la superstition au XIXe siècle, les Landais accueillent avidement les traditions comme les contes de sorciers et de revenants, intégrant des personnages fantastiques tels que le Carcolh ou le Tac. C'est vainement que, soumis à leurs curés, ils en reçoivent des notions religieuses, car dominés par des terreurs, les paysans des Landes les dénaturent en les appliquant à des exorcismes et autres pratiques. Les fontaines des Landes font l'objet de rituels et de croyances que la religions tentera d'encadrer.